# Добешевиці
Добешевиці (пол. Dobieszewice, нім. Althof) — село в Польщі, у гміні Яніково Іновроцлавського повіту Куявсько-Поморського воєводства.
Населення — 212 осіб (2011).
У 1975-1998 роках село належало до Бидгощського воєводства.

## Демографія
Демографічна структура станом на 31 березня 2011 року:
|          | Загалом | Допрацездатний вік | Працездатний вік | Постпрацездатний вік |
| -------- | ------- | ------------------ | ---------------- | -------------------- |
| Чоловіки | 95      | 18                 | 68               | 9                    |
| Жінки    | 117     | 29                 | 65               | 23                   |
| Разом    | 212     | 47                 | 133              | 32                   |